# Mariposa (ботнет)
Mariposa (с исп. Бабочка) — ботнет, впервые появившийся в декабре 2008 года, был создан для кибермошенничества и кражи данных кредитных карт. Автором ботнета является банда DDP Team, их главой является Флоренсио Карро Руис по кличке Netkairo. Ботнет смог заразить около половины компаний из списка Fortune 1000 и не менее 40 крупных банков.

## История
Mariposa был сделан помощью набора полиморфного программного обеспечения «Butterfly Bot Kit», в 2007 году с помощью него был создан ботнет Metulji.
В 2009 году имел от 8 до 12,7 миллионов заражённых компьютеров, находящихся от 100 до 190 разных странах, таким образом в своё время он являлся крупнейшим ботнетом мира. Через год ботнет был нейтрализован правоохранительными органами. Всего с помощью него были украдены личные данные с более 800 000 устройств.
23 декабря 2009 Mariposa Working Group на короткий срок установили контроль над ботнетом в рамках совместной операции, однако Netkairo удалось установить контроль обратно, после чего через ботнет им была устроена крупная атака на Defence Intelligence, в результате которой от Интернета были отключены несколько канадских университетов и государственных учреждений.

### Расследование и аресты связанных с ботнетом людей
Расследование по делу ботнета велось словенской полицией, ФБР и испанскими властями. В создании Butterfly Bot Kit и самого Mariposa подозревался 23-летний словенец Матяз Скорьянц, также известный как Исердо. В феврале 2010 года были задержаны 3 оператора Mariposa: Netkairo (руководитель DPP Team), а также Хуан Хосе Беллидо Риос и Джонатан Пасос Ривера с кличками «Ostiator» и «Johnyloleante» соответственно. Спустя 5 месяцев, в середине июля 2010 года в Мариборе был задержан сам Скорьянц. Он был приговорён к 58 месяцам тюрьмы и должен был выплатить 3000 или 4000 евро. Также в распространении ботнета обвинялись Ментор Леники и Томас Маккормик.

## Схема работы ботнета
Mariposa эффективно распространялся через одноранговые сети и USB-накопители. При заражении устройства на него скачиваются различные вредоносные программы: кейлогеры, банковские трояны и бэкдоры.